# L'antico regno del silenzio
L'antico regno del silenzio è il primo romanzo di una trilogia, nato dalla mente di Martin Hocke nel 1989. Il romanzo narra le vicende di Hunter, un giovane gufo bianco nel regno notturno dei gufi.
Questo romanzo è stato, nella sua più recente stampa, rinominato dalla casa editrice Il Regno dei Gufi.

## Trama
L'antico regno del silenzio comincia con uno spiraglio di luce che penetra il legno consunto di un vecchio granaio. Questa è la prima visione di Hunter, primogenito di una famiglia di Barbagianni (detti anche Gufi Bianchi).
Due uova si schiuderanno dopo di lui, un altro maschietto ed una femminuccia, rispettivamente Quaver e Dawn-Raptor.
Questa non è una storia qualunque, bensì un poema epico classificabile insieme a pochissime altre opere d'arte quali La collina dei conigli, Il Signore degli Anelli ecc.
In questo primo volume (ne seguiranno altri due: Il Regno Perduto e Alla Conquista della Terra), saremo introdotti nella società dei Gufi Bianchi, una popolazione dall'aspetto similare a quello della nostra società.
Le prime lezioni che saranno concesse ai tre pulcini saranno perlopiù teoriche, i loro genitori: Dapple e Steeple comunque non impiegheranno molto a passare alla pratica, sul campo. A turno dovranno imparare a "venire a patti con la paura", ma noi avremo modo di poter vedere la lezione solo con Hunter, che scoprirete ben presto è il protagonista del romanzo.
È una lezione molto importante per l'iniziazione fisica e mentale, tuttavia Steeple non è un padre irresponsabile e utilizzerà tutte le precauzioni del caso quando porterà suo figlio Hunter di fronte alla volpe per far emergere il sistema di difesa classico dei Gufi Bianchi, il tutto si svolgerà con un tocco di poesia, caratteristica distintiva dell'autore:
[...] Alla fine smise quel suo inutile abbaiare. Frustrata, azzannò con rabbia le stoppie sulle quali si era trascinata quella facile preda zoppicante prima che qualche magia la rapisse nell'aria, in un regno di gran lunga al di là della sua portata [...] Quella curiosa piuma era tutto ciò che restava dopo il passaggio di quelle misteriose creature di un altro mondo, in qualche modo sospeso tra cielo terra. Un mondo di cui uomini e volpi conoscono ben poco. [...]
Tra un apprendimento pratico ed uno teorico i pulcini diventano giovani individui, pronti a lasciare la casa per sistemarsi nelle sedi di studio a loro più appropriate: Hunter verrà mandato alla Fattoria di Beak Poke, il Gufo-Gufo (che si occupa dello studio dei gufi tutti) della regione; Quaver, più affine all'arte invece andrà da Bardic, il Gufo Maestro della poesia. Dawn-Raport crescendo presenterà dei problemi e sarà trattenuta per approfondimenti in quanto dubitata come Gufa dissidente.
Come lettori vivremo i sentimenti e le sensazioni di Hunter durante questo primo, timoroso viaggio. Tuttavia Hunter, come primogenito ben nutrito è un Gufo forte e sano e supererà indenne gli inconvenienti del tragitto.
All'arrivo verrà messo al corrente della morte di quello che doveva essere il suo maestro, lo verrà a sapere da Yoller, gufo bruno (Allocco) appartenente ad una famiglia aristocratica. Nella stessa notte apprenderà che nel territorio (automaticamente acquisito) è stata registrata la presenza di un'abusiva, una Civetta.
Da qui si evince l'allegoria con la società dell'uomo, dove i Gufi rappresentano diverse razze e ceti sociali e dove la Civetta rappresenta la categoria più bassa: gli emigrati, i senza tetto.
Nell'Antico Regno del Silenzio le Civette sono abusivi, indesiderati, ignoranti e quant'altro.
Tutto quello che Hunter assorbirà in quella prima importante solitudine imprimerà per sempre il suo interesse per lo studio dei Gufi, sebbene (e lo scopriremo più avanti) si troverà in una situazione in cui apprenderà elementi preziosi sull'essere umano.
Yoller diventerà un amico sincero, ma non sarà l'unico di un'altra specie con cui si legherà in modo profondo, perché nella sua permanenza nell'ex territorio di Beak Poke incontrerà anche l'immigrata.
Dopo primi momenti di incertezza e di riserbo, abbandonerà il suo atteggiamento prevenuto e imparerà a fidarsi solo del suo giudizio: Hunter diventerà un Gufo incorruttibile, dai valori intoccabili e pronto all'altruismo.
Alba, questo il nome della Civetta, diventerà ancora di più di un semplice oggetto di studio, sconvolgerà in modo straziante la sua vita, ma involontariamente lo renderà ancora migliore.
Ad ogni la conoscenza di entrambi lo porterà ad avere un flusso di informazioni legate alla politica e alla sopravvivenza delle tre specie di Gufi trattate (ce ne sarebbe anche una quarta ma è marginale: i Gufi delle notizie) e questa conoscenza farà di lui un viaggiatore impegnato, come mediatore tra le specie.
Sua prima missione è quella di correre al Regno Perduto (il Regno Proibito e pericoloso) per avvisare Alba dell'imminente ricognizione di tre Allocchi: Ferocity, Ripper e Stoop. Dei Gufi spietati e feroci. Una spedizione inviata dalla comunità degli Allocchi per verificare lo stato del Regno Perduto (abbandonato tempi addietro causa colonizzazione dell'uomo) per eventualmente riprenderne possesso, essendo tipico habitat di questa specie.
E qui è d'obbligo una piccola precisazione: alcuni Gufi sopportano la presenza fisica dell'uomo, Il Barbagianni è uno di questi, anzi il fattore ‘esperto’ sa che questa specie è utile in quanto assiduo predatore di topi. La Civetta invece è azzardata, convive con l'uomo con astuzia. L'aristocratico Allocco invece rifiuta quest'onta, rimane solitario nei suoi boschi aviti.
Ritorniamo alla decisione di Hunter di ‘salvare’ Alba, che supererà il pericolo di un'intercettazione con successo.
In seguito, il volere della storia lo porta a dover nuovamente traversare a ritroso le pianure e i boschi per raggiungere la casa natia per ridiscutere della sua istruzione, dal momento che il Gufo-Gufo è morto e si rende necessaria una nuova figura. La nuova elezione segnerà l'inizio di una grave problematica per la comunità dei Gufi. Ma non è tutto!
Attraverso i Gufi delle notizie (vedi sopra) apprenderanno una notizia tanto terribile quanto incredibile, si sta avvicinando un terribile Gufo mostro, così spaventoso che si credeva appartenere soltanto alle mitologie.
Questo porterà Hunter a volare freneticamente in diversi territori, un po' per ricercare delle conferme e un po' per avvertire parenti e vicini, e la notizia acquisterà i contorni reali nel momento in cui le popolazioni dei Gufi si vedranno arrivare dei superstiti.
Nello scompiglio generale si cercherà di organizzarsi al contrattacco e quanto meno all'evacuazione dei territori. In questo pericoloso frangente Hunter, Yoller ed Alba, anche se in contesti diversi, rafforzeranno i loro legami e le tre razze metteranno (momentaneamente) da parte i loro dissapori per unire le forze e le menti per la salvezza di tutti.
Anche in questo frangente Hunter imparerà che tutti hanno pregi e difetti, prenderà atto, con amarezza, che mentre il contingente degli Allocchi era già formato, il consiglio democratico della sua specie era ancora in riunione d'emergenza.
Nonostante tutto la guerra arriva, devastante e implacabile, ma i Gufi uniti di tutte le razze riusciranno ad abbattere l'enorme bestia sterminatrice. Le perdite saranno enormi, i feriti altrettanti.
Insieme ad altri Hunter e Yoller riporteranno gravi ferite, ma è con Alba che Hunter volerà, con estrema fatica, alla fattoria acquisita da Beak Poke.
I riflettori si soffermeranno sulla convalescenza di Hunter (riguardo a Yoller vedremo ne ‘Il Regno Perduto), Alba prenderà la decisione in accordo con Hunter stesso di assisterlo e curarlo. Nasceranno i primi problemi di ceto sociale, i pregiudizi e le convenzioni indurranno Quaver (il fratello) a raggiungere Hunter per discutere di quest'argomento delicato.
La determinazione del nostro eroe non sarà sufficiente a tenere insieme i pezzi perché Alba, sebbene piccola e minuta, è più grande di età e decide la cosa giusta da fare, litigheranno e si separeranno con amarezza. Hunter senza pace proverà alcune notti dopo a raggiungerla, ma subirà uno shock tale da indurlo in uno stato catatonico, l'amico Yoller tuttavia riuscirà inaspettatamente a riportarlo in vita.
La decisione di Hunter di partire per la metropoli con l'aristocratico Allocco lo metterà un poco in pace dai suoi tormenti.
L'obiettivo si fermerà nell'Antico Regno del Silenzio per proseguire le avventure degli altri personaggi.
Dapple disperata darà disposizioni a Quaver a Dawn-Raptor di partire per la città in cerca di Hunter, cosa che non succederà.
Le stagioni scorrono e Quaver con il suo maestro occuperanno la fattoria abbandonata di Beak Poke, mentre Dawn-Raptor si era già unita da tempo al nuovo eletto: Winger, che oltre la carica di Gufo-Gufo ha scopi ben più loschi da svolgere sotto la copertura del consiglio.
Nel frattempo Yoller rientra dalla città e Quaver non perde tempo per congiungersi con lui e sapere di Hunter. L'Allocco dopo avergli raccontato tutto il viaggio gli comunicherà che Hunter è morto, ma Quaver non gli crede perché la storia non sta in piedi.
Altri avvenimenti prenderanno forma, e sono la formazione di un gruppo di resistenza alla dittatura che Winger vuole imporre con un potere quasi schiacciante; e una specie di malattia si diffonderà rendendo i gusci delle uova così sottili da rompersi prima del tempo, provocando una serie di morti premature dei pulcini.
Poi finalmente il ritorno di Hunter, che apprenderà con amarezza dei drastici cambiamenti avvenuti nella sua comunità. gli verrà detto che non può annunciarsi nell'immediato e dovrà nascondersi e subire la prigionia, confinato nel Regno Perduto (nel frattempo colonizzato a tutti gli effetti dalle Civette) ed essere a sua volta un Gufo senza territorio.
Oltre alle questioni politiche Hunter, che ha preso il nome di Humanoid per mantenere l'anonimato scopre i giochi loschi e lussuriosi di Winger, che approfittando della faccenda delle uova rotte si approprierà del titolo di ‘salvatore’ pretendendo (con la forzata approvazione del consiglio) di accoppiarsi con più femmine.
Nel frattempo le Civette faranno il bello e il cattivo tempo con Humanoid (Hunter), lo sfrutteranno inviandolo a studiare i cuccioli di umani nella grande casa al centro del Regno Perduto, lui dovrà subire in silenzio per amore delle parole del fratello e del Gufo della Storia, gli unici a sapere della sua vera identità.
Tutte queste spinose questioni metteranno a disagio il nostro eroe e ritornerà nuovamente l'antico attrito tra le specie e si creeranno pesanti baruffe tra Gufi Bianchi e Bruni.
Hunter riprenderà possesso della sua identità e della sua vita, insieme a Yoller, con sacrifici non da poco, riusciranno a rimettere le cose in uno stato di quasi armonia e poi pian piano le loro vite si dilateranno e finalmente Hunter troverà il suo luogo sicuro e puro per la salvezza della sua specie.

## Personaggi di spicco
- "Hunter", il giovane gufo bianco protagonista del romanzo.
- "Steeple", padre del protagonista e Gufo della Religione.
- "Dapple", madre di Hunter.
- "Quaver", fratello del protagonista, gufo orientato all'arte, la poesia e il canto.
- "Dawn Raptor", sorella di Hunter dal carattere scettico e cinico.
- "Alba", la civetta enigmatica di cui Hunter farà la conoscenza nel suo primo viaggio.
- "Yoller", allocco di casata nobile che diverrà il migliore amico del protagonista.
- " Winger", che diventerà capo dopo la guerra.